# Lauren Ambrose
Pour les articles homonymes, voir Ambrose.
Lauren Ambrose, de son vrai nom Lauren Anne D'Ambruoso, est une actrice américaine de théâtre, de cinéma et de télévision née le 20 février 1978 à New Haven, Connecticut, États-Unis, connue principalement pour son rôle de Claire dans Six Feet Under.

## Biographie
Lauren Ambrose est née le 20 février 1978 à New Haven, Connecticut, États-Unis. Son père, Frank D'Ambruoso est traiteur et sa mère, Anne D'Ambruoso est décoratrice d'intérieur. Elle a un frère, John D'Ambruoso.
Elle a étudié à l'Educational Center for the Arts in New Haven et au Boston University Tanglewood Institute et commence sa carrière au théâtre suivi,

### Vie privée
Elle est mariée à Sam Handel, photographe professionnel de Needham, dans le Massachusetts, depuis septembre 2001. Ils ont un fils, Orson (né le 16 janvier 2007) et une fille. Ils vivent actuellement à Great Barrington, dans le Massachusetts.

## Carrière
Elle fait ses débuts en 1992, dans la série New York, police judiciaire.
Sa carrière cinématographique débute cinq ans plus tard avec In and Out et Big Party.
De 1998 à 2000, elle enchaîne les apparitions au cinéma et à la télévision, dont un premier rôle dans la comédie Psycho Beach Party.
Mais c'est en 2001 avec le rôle de l'adolescente rebelle Claire Fisher dans la série télévisée acclamée du public et de la critique Six Feet Under, qu'elle se fait connaître du grand public. Elle l'incarnera durant les cinq saisons de la série, ce qui lui vaudra d'être nommée aux Emmy Awards deux années consécutives (2002 et 2003) dans la catégorie Meilleure actrice dans un second rôle. Après l'arrêt de la série en 2005, elle continue à tourner pour le cinéma dans Diggers, Âmes en stock et un doublage pour Max et les maximonstres, suivi d'un rôle régulier à la télévision The Return of Jezebel James, série télévisée annulée au bout de trois épisodes. Toujours pour la télévision, elle incarne le rôle principal du téléfilm Loving Leah.
Durant cette période, elle fait ses débuts à Broadway en 2006 avec Awake and Sing!. S'ensuivent d'autres rôles au théâtre comme Juliette dans Roméo et Juliette, joué au Delacorte Theater, dans Central Park, qui connaît un succès critique, Ophélie dans Hamlet. En 2008, elle joue aux côtés de Geoffrey Rush dans Le roi se meurt, pièce écrite par Eugene Ionesco.
Elle retrouve un rôle à la télévision en 2008 dans The Return of Jezebel James.
En 2012, elle tient l'un des rôles principaux dans la mini-série Coma de Ridley Scott et Tony Scott et elle joue au cinéma dans les films Peace, Love et plus si affinités avec Jennifer Aniston, Paul Rudd et Justin Theroux et Grassroots de Stephen Gyllenhaal.
Entre 2019 et 2022, elle incarne l'un des rôles principaux dans la série Servant dont les épisodes sont parfois écrits et réalisés par M. Night Shyamalan, qui produit également la série.

## Filmographie

### Cinéma

#### Longs métrages
- 1997 : In and Out (In & Out) de Frank Oz : Vicky
- 1998 : Big Party (Can't Hardly Wait) d'Harry Elfont et Deborah Kaplan : Denise
- 2000 : Psycho Beach Party de Robert Lee King : Florence 'Chicklet' Forrest
- 2000 : Swimming de Robert J. Siegel : Frankie Wheeler
- 2002 : Showboy de Lindy Heymann et Christian Taylor : Elle-même
- 2004 : Admissions de Melissa Painter : Eve Brighton
- 2006 : Diggers de Katherine Dieckmann : Zoey
- 2007 : Starting Out in the Evening d'Andrew Wagner : Heather Wolfe
- 2009 : Âmes en stock (Cold Souls) de Sophie Barthes : Stephanie
- 2009 : Un hiver à Central Park (The Other Woman) de Don Roos : Mindy
- 2009 : Max et les maximonstres (Where the Wild Things Are) de Spike Jonze : KW (voix)
- 2009 : A Dog Year de George LaVoo : Emma
- 2011 : Think of Me de Bryan Wizemann et Mike S. Ryan : Angela
- 2012 : Peace, Love et plus si affinités (Wanderlust) de David Wain : Almond
- 2012 : Grassroots de Stephen Gyllenhaal : Emily Bowen
- 2012 : Sleepwalk With Me de Mike Birbiglia et Seth Barrish : Abby
- 2022 : Tonight at Noon de Michael Almereyda : Mae

#### Courts métrages
- 1998 : Summertime's Calling Me de Frances Yount : Tami
- 2011 : I'm Coming Over de Sam Handel : Greta
- 2013 : The River de Sam Handel : Maria

### Télévision

#### Séries télévisées
- 1992  / 1993 / 1998 : New York, police judiciaire (Law and Order) : Jessica / Maureen McKinnon / Valerie Maxwell
- 1995 : The State : Une membre de l'audience
- 1999 : La Vie à cinq (Party of Five) : Myra Wringler
- 2001 - 2005 : Six Feet Under : Claire Fisher
- 2008 : The Return of Jezebel James : Coco Tompkins
- 2011 : Torchwood : Jilly Kitzinger
- 2012 : Coma : Susan Wheeler
- 2013 : Robot Chicken : Natasha Fatale / Anita Radcliffe (voix)
- 2013 : New York, unité spéciale (Law & Order : Special Victims Unit) : Avocate de la défense Vanessa Mayer
- 2015 : Dig : Debbie Morgan
- 2016 : X-Files : Agent Spécial Einstein
- 2019 - 2023 : Servant : Dorothy Turner
- 2023 : Yellowjackets : Vanessa adulte

#### Téléfilms
- 2009 : Un mariage de raison (Loving Leah) de Jeff Bleckner : Leah Leaver
- 2011 : Weekends at Bellevue de Jack Bender : Ellie Harlow
- 2014 : Deliverance Creek de Jon Amiel : Belle Gatlin Barlow
- 2015 : Broad Squad de Stephanie Savage et Bess Wohl : Eileen
- 2016 : The Interestings de Mike Newell : Jules Jacobson

## Distinctions

### Nominations
- 2002 : Online Film & Television Association de la meilleure actrice dans un second rôle dans une série télévisée dramatique pour Six Feet Under
- 2002 : Online Film & Television Association de la meilleure actrice dans une nouvelle série télévisée dramatique pour Six Feet Under
- Primetime Emmy Awards 2002 : Meilleure actrice dans un second rôle dans une série télévisée dramatique pour Six Feet Under
- 8e cérémonie des Screen Actors Guild Awards 2002 : Meilleure distribution pour une série dramatique pour Six Feet Under, partagée avec Frances Conroy, Rachel Griffiths, Michael C. Hall, Richard Jenkins, Peter Krause, Freddy Rodríguez, Jeremy Sisto et Mathew St. Patrick
- Primetime Emmy Awards 2003 : Meilleure actrice dans un second rôle dans une série télévisée dramatique pour Six Feet Under
- 2005 : Gold Derby Awards de la meilleure actrice dans un second rôle dans une série télévisée dramatique pour Six Feet Under
- 2005 : Online Film & Television Association de la meilleure actrice dans une nouvelle série télévisée dramatique pour Six Feet Under
- 11e cérémonie des Screen Actors Guild Awards 2005 : Meilleure distribution pour une série dramatique pour Six Feet Under, partagée avec Frances Conroy, James Cromwell, Idalis DeLeon, Peter Facinelli, Ben Foster, Sprague Grayden, Rachel Griffiths, Michael C. Hall, Peter Krause, Justina Machado, Freddy Rodríguez, Mathew St. Patrick, Mena Suvari et Justin Theroux
- 2006 : Gold Derby Awards de la meilleure actrice dans un second rôle dans une série télévisée dramatique pour Six Feet Under
- 12e cérémonie des Screen Actors Guild Awards 2006 : Meilleure distribution pour une série dramatique pour Six Feet Under, partagée avec Joanna Cassidy, Frances Conroy, James Cromwell, Rachel Griffiths, Michael C. Hall, Tina Holmes, Peter Krause, Justina Machado, Freddy Rodríguez, Jeremy Sisto et Mathew St. Patrick
- 14e cérémonie des Satellite Awards 2009 : Meilleure actrice dans une mini-série ou un téléfilm pour Un mariage de raison
- 27e cérémonie des Independent Spirit Awards 2012 : Meilleure actrice principale dans un drame pour Think of Me
- 38e cérémonie des Saturn Awards 2012 : Meilleure actrice dans un second rôle dans un téléfilm, une mini-série ou un programme spécial pour Torchwood : Le Jour du Miracle

### Récompenses
- 9e cérémonie des Screen Actors Guild Awards 2003 : Meilleure distribution pour une série dramatique pour Six Feet Under, partagée avec Frances Conroy, Rachel Griffiths, Michael C. Hall, Peter Krause, Freddy Rodríguez et Mathew St. Patrick.
- 10e cérémonie des Screen Actors Guild Awards 2004 : Meilleure distribution pour une série dramatique pour Six Feet Under, partagée avec Frances Conroy, Ben Foster, Rachel Griffiths, Michael C. Hall, Peter Krause, Peter Macdissi, Justina Machado, Freddy Rodríguez, Mathew St. Patrick, Lili Taylor et Rainn Wilson

## Théâtre
- Awake and Sing!, pièce de théâtre de Clifford Odets, mis en scène par Bartlett Shear et joué au Belasco Theatre du 17 avril au 25 juin 2006.
- Roméo et Juliette (Romeo and Juliet), pièce de théâtre de William Shakespeare, mis en scène par Michael Greif et joué au Delacorte Theater du 19 juin au 8 juillet 2007.
- Hamlet, pièce de théâtre de William Shakespeare, mis en scène par Oskar Eustis et joué au Delacorte Theater du 17 au 29 juin 2008.
- Le roi se meurt (Exit the King), pièce de théâtre d'après le livre d'Eugène Ionesco, adaptée par Neil Armfield et Geoffrey Rush, mis en scène par Neil Armfield et joué au Ethel Barrymore Theatre, du 26 mars au 14 juin 2009.

## Voix francophones
- Barbara Kelsch : 
  - Six Feet Under (2001-2005) (série télévisée)
  - New York, unité spéciale (2013)
  - Dig (2015) (série télévisée)
  - X-Files (2016) (série télévisée)
- Ludivine Maffren dans :
  - Peace, Love et plus si affinités  (2012)
  - Servant (2019) (série télévisée)

Et aussi
- Dorothée Jemma dans Big Party (1998)
- Barbara Villesange dans Psycho Beach Party (2000)
- Charlotte Gainsbourg dans Max et les Maximonstres (2009)
- France Bastoen dans Torchwood : Le Jour du Miracle (2011) (série télévisée)